# Jaume-Joan Lleys i Agramont
Jaume Joan Lleys i Agramont (Figueres, 1803 – Castelló d'Empúries, 20 de gener del 1853) va ser músic, violoncel·lista i compositor.

## Biografia
Estudià música a Barcelona, amb Francesc Andreví, mestre de capella de Santa Maria del Mar. Amb disset anys accedí a aquesta mateixa responsabilitat a la catedral de Girona, el 8 d'octubre del 1820, i exercí el càrrec en dos períodes, entre 1820 i 1822, i, novament, durant el bienni 1823-1824; hagué d'abandonar aquesta feina per les restriccions pressupostàries que patí la seu gironina. El 27 de març del 1824 es va intercanviar la plaça amb el mestre de capella de l'església parroquial de Castelló d'Empúries, Josep Barba i Bendad. Lleys esdevingué el mestre d'aquesta parroquial i hi romangué la resta de la seva vida, des de 1825 fins al seu traspàs el 1853.
En compliment de les obligacions pròpies del càrrec, Lleys va ser autor d'una gran quantitat de música eclesiàstica, que es conserva parcialment a la Biblioteca Nacional de Catalunya, al fons musical de la catedral de Girona i en altres centres. A més de les composicions musicals, Lleys també va publicar un Tràctat teòric i pràctic d'harmonia i composició musical, que s'havia de complementar amb una segona part, el Tratado teórico y práctico de la imitación libre y canónica, que roman inèdit a la Biblioteca de Catalunya.
Un gran nombre de deixebles seus esdevingueren músics d'anomenada. Al seu nebot Isidre Lleys, sacerdot i organista de la parròquia de Figueres, li llegà el seu piano i tots els seus manuscrits i material de música. Un altre nebot de mossèn Joan Lleys va ser el prolífic compositor de sardanes Antoni Agramont.
També foren deixebles seus Bonaventura Frígola i Frígola, Narcís Fita, Càndid Candi i Agustín Aparicio entre d'altres.

## Obres
Selecció d'obres que es conserven:
- Goigs a Sant Fèlix (1833), per a 4 veus i orquestra. Dedicats al sant patró de Vilafranca del Penedès
- Jesus, Rex mitis (1849), motet per a tres veus, flauta i fagot
- Missa de Rèquiem, a 4 veus
- Reges Tharsis (1820-1822), ofertori a 4 i 8 veus amb orquestra
- Stabat Mater (1845), per a 8 veus i orquestra. Estrenat per la Societat de Concerts de Barcelona el 1845
- Tema con variaciones para el violoncello a toda orquesta (1820-1822)
- Villancets nadalencs, per a 8 veus i orquestra
- Misses a 4 i 8 veus
- Altres obres conservades a l'Arxiu Capitular de la catedral de Girona: Aria y Coro a la Virgen de los Dolores: Calma, madre, Coblas al S. Sacramento, Himno a 8 v., Laudate Dominum in santis eccis, Laudate pueri Dominum, Missa (1833), Missa a 4 y 8 v., Paso del 3r. tono a 8 v., Recitado y Aria, Responsorio: Cenontibus illis, Responsorio: Omnes moriemini, Responsorio: Vidi Speciosam, Rosario a 4 v., Rosario a 4 y 8 v., 4 altres Rosaris, Salmo: Beatus on, Villancico: Venid Querubines, Villancico burlesco para Navidad: Tiernos pastorcillos, Villancico serio para Navidad: Al Dios protector, Villancico serio para Navidad: Espíritus sacros, Villancico serio para Navidad: Los ángeles santos.

### Obres conservades en arxius catalans
selecció
Fons de l'església parroquial de Santa Maria de Castelló d'Empúries 
- Lamentació i Magnificat (incomplert, segon terç del s. XIX)
- Lamentacions en Sib M (tercer terç s. XIX)
- Lamentacions en Lab M (tercer terç s. XIX)
- Villancet per a 7 veus i Orq en Do M (tercer terç s. XIX)
- Missa (Incomplerta, segon terç s. XIX)
- Rosari per a 4 veus i Orq en Re M (tercer terç s. XIX)
- Rosari per a 4 veus i Orq en Do M (tercer terç s. XIX)
- Rosari per a 8 veus i Orq en Si m (segon terç s. XIX)
- Villancet per a 7 v i Orq en Do M (tercer terç s. XIX)

Fons de l'església parroquial de Sant Esteve d'Olot 
- Càntic per a 4 v i Orq (primer terç s. XIX)

Fons de l'església parroquial de Sant Pere i Sant Pau de Canet de Mar 
- Villancet per a 4 v i Orq en Sol M (primer terç del s. XIX)

Fons Ramon Florensa de l'Arxiu Comarcal de l'Urgell 
- Rosari per a 4 veus i Orq en Sol M (segon terç s. XIX)

### Obres de Jaume Joan Lleys
- Tratado Teórico y Práctico de Armonía y Composición Musical Barcelona: Juan Budó, s.d. [1850]
- Tratado teórico y práctico de la imitación libre y canónica inèdit, conservat a la Biblioteca de Catalunya

### Obres sobre Jaume Joan Lleys
- Francesc Civil i Castellví Momento y pasado musical en Castelló de Ampurias, article a Revista de Girona p. 18-23
- Felip Pedrell Remembranzas de músicos ampurdaneses II: Jaime Juan Lleys y Agramon, article a La Veu de l'Empordà del 6.2.1915